# História perdida
Muitas coisas significantes através da história tem sido perdidas, inspirando arqueologistas e caçadores de tesouros pelo mundo a tentar achá-los. A existência de alguns deste lugares ou itens, particularmente os da história antiga, são considerados lendas e permanecem em dúvida de sua existência.  

## Estavam perdidos
- O Titanic (perdido em 1912, achado em 1985)
- As legiões perdidas de Varus (Batalha da Floresta de Teutoburgo) (visto pela última vez em 15 dC, achado em 1987)

## Ainda perdidos
- O braço perdido de Cambises II - um exército de 50.000 soldados que desapareceram numa tempestade no deserto do Egito (perdido ?? aC)
- A arca de Noé (perdida ?? a.C.) – navio bíblico
- A cidade antiga de Troia (pode ter sido achada por Schliemann, apesar de isto ser controverso) (perdido no século XII d.C.);
- A ilha de Atlântida descrita por Platão em 360 AC
- Os diálogos perdidos de Aristóteles (d. 322 a.C.)
- O Santo Graal (perdido no século I d.C.) – cálice bíblico
- A Arca da Aliança (perdida ?? 1.300 a.C.) – repositório bíblico para os dez mandamentos
- A Colônia perdida da Ilha Roanoke, Carolina do Norte (perdida em 1587-88) os colonizadores da primeira colônia americana no Novo mundo desaparecem; deixando um assentamento abandonado e a palavra "Croatoan," o nome de uma ilha próxima, grafado em uma mensagem.
- O tesouro na Ilha Oak (datando antes de 1795)
- O Navio Mahogany - um antigo navio acidentado em algum lugar perto de Warrnambool, Victoria (Austrália). (visto em 1880)
- A Mina de ouro perdida de Dutchman (desde 1891)
- O bastão parlamentar de Victória (desde 1891)
- O Quarto de Amber (perdido em 1941?)[1]
- Amelia Earhart e seu avião acidentado (perdido em 1937)[2]
- O Navio perdido do Deserto (perdido pelos anos 1600s)